# Sophie Hosking
Sophie Hannah Marguerite Hosking (25 de enero de 1986) es una exremera británica. Ganó la medalla de oro para Gran Bretaña en los Juegos Olímpicos de Londres 2012. Participó en la especialidad de doble scull ligero junto a su compañera Kat Copeland. Esta medalla de oro fue la segunda de seis que obtuvo su país en el mismo sábado, en lo que se llamó super sábado.

## Vida personal
Estudió en la Kingston Grammar School en Londres, Universidad de Durham (Química y Física), graduándose en 2007.
Es miembro del London Rowing Club en Putney.
Hosking recibió la medalla del Orden del Imperio británico (MBE) en el año 2013 por sus servicios al remo.